# Personaggi di Toriko

Copertina del volume 41 dell'opera. Da sinistra, in primo piano vi sono Nakaume, Komatsu e Ootake; dietro, Coco, Teppei, Toriko, Sunny e Zebra; sullo sfondo Grinpatch, Zonge, Starjun e Tommyrod

Questa lista raccoglie i personaggi principali del manga e anime Toriko, opera del mangaka giapponese Mitsutoshi Shimabukuro edita da Shūeisha sul settimanale Weekly Shōnen Jump, pubblicata in Italia dalla Star Comics.

## Personaggi principali

### Toriko

Toriko nel primo episodio dell'anime

Toriko (トリコ?) è il protagonista della serie. È un fornitore di alimenti membro dei quattro Sovrani del cielo, nonché ottimo amico e partner di Komatsu; è poi il figlio naturale di Acacia e Froze, gemello di Starjun e figlio adottivo di Ichiryu. Nel corso della storia, inoltre, adotta e addomestica Terry, un Lupo da battaglia, dopo che la madre viene uccisa da un membro della Mafia alimentare. È conosciuto come "il ghiottone" a causa del suo smisurato appetito. È leale, altruista e gentile, e non sopporta che si uccidano animali per il solo gusto di farlo: lui stesso abbatte le prede solo per mangiare, e anche in caso di legittima difesa preferisce metterle fuori gioco stordendole.  In combattimento sfrutta delle tecniche basate su utensili da cucina: con la mano destra può lanciare fendenti come fosse un coltello, mentre con la sinistra trafigge il bersaglio similmente a una forchetta; durante lo scontro con Tommyrod impara a eseguire queste tecniche anche con i calci. Altra tecnica tipica è il pugno chiodato (釘パンチ?, Kugi panchi), un colpo a percussione dove, scagliando dei pugni in rapida sequenza, fa sì che l'avversario subisca più colpi in un solo attacco. È l'unico dei personaggi a possedere tre demoni dell'appetito: il demone rosso Orco, un demone blu e un demone bianco; grazie a Orco ha sviluppato un olfatto sopraffino, in grado di rilevare tracce del passaggio di qualcuno in un certo luogo anche a distanza di anni, mentre la presenza latente di Blu gli ha reso i capelli di quel colore. Il suo menù completo, inizialmente vuoto, viene via via riempito nel corso della serie arrivando a includere i piatti del menù planetario AIR e GOD. Al termine della saga, dopo la sconfitta di Neo sposa Ling, da sempre innamorata di lui, e parte nello spazio assieme a Komatsu alla ricerca di nuovi cibi.

### Komatsu
Komatsu (小松?, Komatsu) è il partner di Toriko, capocuoco dell'Hotel Gourmet. È un abile cuoco in grado di percepire la voce degli alimenti, dotato di una notevole quantità di Fortuna alimentare e che, a seguito dei ripetuti pasti con alimenti di alta qualità, possiede Cellule del buongusto attive: grazie a ciò è in grado di cucinare alimenti sempre più complessi con metodi relativamente semplici, fino a giungere alla preparazione semplificata degli alimenti del Menù di Acacia. Le sue abilità sono spesso paragonate a quelle di Froze, miglior cuoca del mondo. Possiede un coltello ricavato dalla zanna del re drago Delouth, fabbricato da Melk II. Nonostante il carattere timido e fifone, si unisce a Toriko nella caccia al Gararadrillo: dopo aver visto in azione il Sovrano del cielo, decide di seguirlo in tutte le sue missioni come partner. Nel Mondo del Buongusto prepara alla perfezione AIR, PAIR, ANOTHER e GOD. Al termine della storia parte assieme a Toriko per lo spazio alla ricerca di nuovi sapori.

## Fornitori di alimenti di lusso
I fornitori di alimenti di lusso (美食屋?, Bishokuya) sono persone che viaggiano per il mondo alla ricerca di ingredienti di alto livello. Generalmente sono indipendenti e, una volta acquisiti i vari cibi, li rivendono al miglior offerente o all'I.G.O. È consuetudine che i vari fornitori di alimenti abbiano un menù personale costituito da otto portate (antipasto, zuppa, piatto di pesce, piatto di carne, portata principale, contorno, dolce e bevanda) nel quale elencano i migliori cibi che hanno ottenuto durante la loro carriera. Il miglior fornitore di alimenti mai esistito è Acacia, che riuscì a esplorare per primo il Mondo del Buongusto e a completare il menù contenente i cibi migliori del pianeta. Tra i fornitori migliori al mondo vi sono anche i quattro Sovrani del cielo.

### Sovrani del cielo
I quattro Sovrani del cielo (四天王?, Shiten'nō) sono fornitori di alimenti, ritenuti essere i migliori al mondo. Il gruppo è composto da Toriko, Coco, Sunny e Zebra: da giovani si sono allenati incessantemente nei vari biotopi dell'I.G.O., affinando potenzialità e tecniche superiori a quelle di chiunque altro. Oltre ad avere un palato estremamente raffinato, ciascuno di loro ha sviluppato un senso specifico: Toriko l'olfatto, Coco la vista, Sunny il tatto e Zebra l'udito.

#### Coco
Coco (ココ?, Koko) è uno dei quattro Sovrani del cielo, conosciuto come il gentleman. È un bel ragazzo dai capelli neri e dalla carnagione pallida. Nel suo sangue ci sono circa cinquecento tipi di veleni diversi, mischiati in un unico, potentissimo veleno che riesce a controllare alla perfezione. Coco è il più calmo e riflessivo dei quattro Sovrani, ed in battaglia preferisce utilizzare tattiche vincenti piuttosto che lanciarsi in un attacco diretto. Ha una vista sovrasviluppata: sfruttando la sua capacità di vedere le radiazioni elettromagnetiche normalmente invisibili emesse dalle persone è in grado di prevedere il loro futuro. Compare per la prima volta durante la ricerca della Balena Pescepalla, cui si unisce su richiesta di Toriko. Durante la missione nel Mondo del Buongusto, aiuta gli altri Sovrani ad ottenere AIR e PAIR, per poi dirigersi nell'area 3 ad ottenere ATOM, che inserisce nel suo menù completo come bevanda. Al termine della storia si dirige nello spazio a cercare l'alimento che diventerà il suo piatto principale. Ha adottato un cucciolo di Corvo Imperatore di nome Kiss.

#### Sunny
Sunny (サニー?, Sanī) è uno dei quattro Sovrani del Cielo, nonché fratello di Ling. È un ragazzo dalla pelle chiara e dai capelli multicolori, che è un grado di manovrare come appendici e sono la sua principale risorsa in combattimento; i capelli sono completamente innervati e funzionano come delle estensioni sensoriali. Data la loro resistenza, con essi può sollevare enormi carichi e riflettere gli attacchi avversari; utilizzando una tecnica particolare, chiamata Satan Hair, è in grado di divorare qualsiasi cosa attraverso i capelli. Ha degli atteggiamenti effeminati ed è un esteta: a causa di ciò la sua dieta è piuttosto squilibrata, poiché si rifiuta di mangiare cibi da lui considerati brutti. Compare durante la caccia al Mammuth di Regal, al termine della quale inserisce la Jewel Meat nel suo menù completo come piatto principale. Nel Mondo del Buongusto collabora alla preparazione di AIR e PAIR, per poi dirigersi nell'area 4 dove ottiene EARTH, inserendolo nel menù come dolce. Possiede un cucciolo di Mother Snake di nome Queen.

#### Zebra
Zebra (ゼブラ?, Zebura) è un amico di Toriko e membro dei quattro Sovrani del cielo, detto il Bambino Problematico: egli è infatti il più feroce e potente dei quattro. Ha il volto sfigurato sulla guancia sinistra, con parte dell'arcata dentale scoperta, e svariate cicatrici al torace che gli donano un aspetto truculento. Ha una muscolatura scolpita, superiore persino a quella di Toriko; inoltre viene definito un maestro del suono, poiché ha un udito finissimo e per i suoi attacchi basati sulle onde sonore. Il suo atteggiamento attaccabrighe e il suo sconfinato appetito lo hanno portato a cacciare fino all'estinzione svariate specie animali pericolose, fatto che lo ha portato ad essere rinchiuso ad Honey Prison. Viene rilasciato su richiesta di Toriko per aiutarlo nella ricerca della Mellow Cola, che viene inserita da Zabra nel suo menù completo come bevanda. Nel Mondo Gourmet collabora alla preparazione di AIR e PAIR, per poi dirigersi nell'area 5 ad ottenere NEWS. Dopo averlo assaggiato, inserisce ANOTHER nel suo menù completo. Al termine della storia, parte per lo spazio per cercare l'alimento che diventerà il suo piatto principale.

### Altri fornitori di alimenti

#### Acacia
Acacia (アカシア?, Akashia), detto "il dio del cibo raffinato" (美食神?, Bishokushin), è il miglior fornitore di alimenti mai esistito. Maestro e padre adottivo del presidente dell'I.G.O. Ichiryu, del capo della mafia alimentare Midora e del maestro dello stordimento Jiro, nonché padre naturale di Toriko e Starjun, è colui che riuscì per primo a esplorare il Mondo del Buongusto, completando il cosiddetto "menù del pianeta Terra" aiutato dalla sua partner, Froze, e scoprendo le cellule del Buongusto. Dopo questa impresa riuscì a far terminare le guerre che imperversavano per il pianeta facendo assaggiare ai capi di Stato GOD, il suo piatto principale. Nei suoi viaggi scoprì inoltre che dentro di lui era annidato il demone dell'appetito più pericoloso di tutti, Neo, ed elaborò assieme ai Nitro blu un piano per sigillarlo. Ritenuto morto secoli prima della storia, si rivela essere ancora vivo ma ormai posseduto completamente da Neo. Dopo essere riuscito a fondersi con il demone viene sconfitto da Toriko, ma prima di morire chiede al figlio di prendersi cura di Neo, avendo compreso la sua natura fondamentalmente solitaria e innocua. Il suo spirito ricompare assieme a quelli di Froze e dei suoi allievi al matrimonio di Toriko, consumando un ultimo pasto assieme.

#### Zonge
Zonge (ゾンゲ?) è un fornitore di alimenti piuttosto inetto ed infantile. Arrogante, fifone e ingenuo, si comporta come se si trovasse in un gioco di ruolo: nonostante ciò è rispettato e seguito dai suoi "discepoli", ma le loro avventure hanno quasi sempre risvolti tragicomici. Compare saltuariamente nel corso dell'opera come personaggio ricorrente, in genere a margine delle varie avventure dei personaggi. È tra coloro che giungono in soccorso dei Sovrani nel mondo del buongusto: giunto nell'area 7, attira le simpatie del re scimmia Bambina a causa della sua somiglianza con la compagna defunta del re. Secondo Midora, è dotato di un'incredibile Fortuna alimentare, che gli consente di cavarsela in qualsiasi situazione.

#### Jiro
Jiro (次郎?, Jirō) è uno dei tre discepoli di Acacia, nonché nonno di Teppei ed ex compagno di Setsuno, noto come "il maestro dello stordimento" o alternativamente "la belva scatenata". Da bambino è stato adottato e allevato dal re lupo Guinness: a causa di ciò ha sviluppato capacità combattive sovrumane, tanto da obbligare Acacia a sigillarle per consentirgli di mantenere il controllo; a piena potenza, è sufficientemente forte da neutralizzare Acacia fuso con Neo. Il suo stile di combattimento è basato sull'utilizzo della tecnica dello stordimento, che padroneggia talmente bene da poter bloccare persino la rotazione terrestre con un solo pugno. Dopo essere comparso saltuariamente nella prima parte dell'opera, durante il viaggio nel mondo del Buongusto affronta ed elimina gran parte dei Nitro blu, riuscendo anche ad affrontare alla pari Acacia e Neo, ma viene infine sconfitto e ucciso da quest'ultimo. Al termine della storia il suo spirito aiuta Teppei a fermare il collasso del pianeta, e consuma un ultimo pasto assieme agli spiriti dei suoi vecchi compagni e dei suoi maestri.

## I.G.O.
L'I.G.O., acronimo per International Gourmet Organization (国際グルメ機構?, Kokusai Gurume Kikō), è un'organizzazione planetaria che si occupa della gestione delle risorse alimentari del mondo, della regolarizzazione della caccia e dell'allevamento, e dello studio dei vari ingredienti e delle varie creature. L'I.G.O. controlla poi l'operato dei vari fornitori di alimenti affiliati, e mantiene costantemente aggiornata una classifica dei migliori cuochi al mondo. L'organizzazione è stata fondata da Ichiryuu ed è suddivisa in dipartimenti, come ad esempio il dipartimento di sviluppo gestito dal direttore Mansam. L'I.G.O. ha sparsi per il mondo alcuni centri di ricerca, detti biotopi, nei quali studia il comportamento di animali e vegetali in habitat specifici o ricrea creature ormai estinte. Vi sono in totale otto biotopi nel mondo umano e uno, la cui esistenza è tenuta segreta, nel mondo del Buongusto: quest'ultimo è detto Biotopo 0 e il suo personale include alcuni dei membri più forti o influenti della società.

### Ichiryu
Ichiryu (一龍?, Ichiryū) è il fondatore e presidente dell'I.G.O. Primo allievo di Acacia e maestro dei Sovrani del cielo, è un personaggio spensierato e vivace, che sa mostrarsi serio e minaccioso all'occorrenza. La sua forza è tale da generare una gravità propria: come altri personaggi della serie, il suo stile di combattimento è basato su un utensile da cucina, e nello specifico sulle bacchette per il cibo: è infatti in grado di generare una coppia di bacchette giganti con cui immobilizzare o colpire gli avversari. È poi in grado di utilizzare un potere detto Minoranza mondiale (マイノリティワールド?, Mainoriti Wārudo, letteralmente "mondo delle minoranze") con il quale è in grado di invertire le probabilità di successo e insuccesso di un evento, ad esempio l'efficacia degli attacchi avversari. Inoltre ospita dentro di sé il demone dell'appetito Don Slime, con il quale ha stretto un profondo rapporto d'amicizia. Durante la battaglia contro la Mafia alimentare affronta Midora uscendone sconfitto: sebbene l'avversario decida di risparmiarlo, viene definitivamente ucciso da un Nitro blu. Tale finale è però stato modificato nella trasposizione anime, dove viene salvato da Midora: i tre discepoli di Acacia condividono quindi un ultimo pasto assieme, con l'intento di fermare l'organizzazione N.E.O. Il suo menù completo è particolare, poiché il solo piatto principale, il Billion Bird (ビリオンバード?, Birion Bādo), è commestibile, mentre il resto del menù serve a farlo nascere e crescere; la particolarità sta nel fatto che, una volta schiuso, il Billion Bird si riproduce ad un ritmo elevatissimo, diventando quindi consumabile all'infinito.

### Mansam
Mansam (マンサム?, Mansamu) è il direttore del dipartimento di ricerca e sviluppo. È un uomo allegro e sempre pronto alla risata, a causa anche dell'essere costantemente alticcio: è infatti un gran bevitore, e il suo menù completo è costituito esclusivamente da alimenti ad alta gradazione alcolica. Disprezza profondamente chi uccide gli animali per il solo gusto di farlo, e quando si arrabbia perde completamente il controllo, tanto da rendere necessario uno stordimento perenne per mantenere sotto controllo la sua forza.
Dopo la morte di Ichiryu diventa il nuovo presidente dell'I.G.O.: prima della partenza dei Sovrani per il mondo del Buongusto consegna loro i dati delle belve che lo abitano.

### Ling
Ling (鈴?, Rin) è la sorella di Sunny e lavora presso l'I.G.O. come capo guardiano degli animali allevati presso l'organizzazione; viene promossa a direttore del dipartimento di ricerca e sviluppo dopo la morte di Ichiryu. Specularmente a suo fratello Sunny, è un "maschiaccio" ed ha modi piuttosto sgarbati e spicci ma, essendo innamorata di Toriko, con lui diventa molto più dolce e femminile. Toriko accetta di sposarla prima di partire per il Mondo del Buongusto. Combatte principalmente con essenze e profumi che incidono sulle prestazioni dei suoi alleati o nemici.

### Personale del Biotopo 0
- Melk I (初代メルク?, Shodai Meruku) è un fabbro e arrotino specializzato nella fabbricazione di coltelli da cucina. Nonostante la mole imponente ha una voce molto tenue, tanto da sembrare muto o taciturno nonostante sia piuttosto loquace. In passato adottò una bambina che era stata abbandonata, e la istruì sul suo lavoro tanto che questa assunse il nome di Melk II, autoproclamandosi suo successore. Durante la battaglia contro la Mafia alimentare perde un braccio negli scontri; quando i Sovrani giungono nel Mondo del buongusto li aiuta nella preparazione di AIR[10].
- Love (ラブ?, Rabu) è la direttrice della prigione di massima sicurezza Honey Prison (ハニープリズン?, Hanīpurizun). È una donna bassa e paffuta vestita similmente a un'ape. Riesce a tener sotto controllo i detenuti e le belve a guardia della prigione attraverso l'utilizzo di feromoni, grazie ai quali appare come una donna avvenente. Come membro del biotopo 0 si dirige all'area 6 per affrontare la Mafia alimentare, ma viene sconfitta; il suo spirito viene poi sostituito con uno spirito del mondo delle anime, finché non riesce a nutrirsi di ANOTHER[11].
- Goemon (愚衛門?, Guemon) è un fornitore di alimenti che si occupa di sorvegliare uno dei tre ingressi per il Mondo del buongusto. Nonostante l'aria assente è un guerriero abilissimo, in grado di neutralizzare belve mai viste grazie a un intuito innato. Sunny si rivolge a lui dopo un primo ingresso nel Mondo del buongusto, chiedendogli di insegnargli a usare l'istinto nel combattimento. Partecipa agli scontri contro la mafia alimentare, ma viene sconfitto.
- Chin Chinchin (珍鎮々?) è il maestro del tempio Shokurin (食林寺?, Shokurin tera), luogo di culto dove è possibile apprendere il Galateo alimentare. Nonostante l'aspetto innocuo è un combattente formidabile, sebbene sia dotato di scarsa memoria per i nomi di chi non padroneggia alla perfezione il Galateo. In passato era il compagno di Chiru, dalla quale ebbe anche un figlio, morto prematuramente a causa della salute cagionevole. Insegna a Toriko e Komatsu il Galateo, arrivando anche a ricordare i loro nomi. Durante la missione nel Mondo del buongusto aiuta Komatsu a preparare ANOTHER.
- Kuriboh (栗坊?, Kuribō) è il miglior vasaio al mondo, specializzato nella produzione di pentolame. Su richiesta di Ichiryu si infiltra nella N.E.O. per scoprire i loro obiettivi. Durante la missione nel Mondo del buongusto aiuta i Sovrani a giungere nell'area 6, per poi creare gli strumenti necessari alla preparazione di ANOTHER. Nell'originale giapponese si esprime con un linguaggio molto sgrammaticato e infantile.

## Mafia alimentare
La Mafia alimentare (美食會?, Bishokukai) è un'organizzazione criminale che mira al controllo completo degli alimenti del mondo. È un'organizzazione gerarchica al cui vertice si trova il boss Midora, e che dispone di vari Fornitori di alimenti e cuochi. I vari membri sono costantemente alla ricerca di ingredienti di alto livello per potenziare le loro cellule del buongusto; caratteristica comune alla maggior parte dei membri è l'aspetto grottesco e bestiale dovuto alle varie modifiche cui si sono sottoposti. La Mafia alimentare si serve inoltre di creature particolarmente feroci e intelligenti, dette Belve feccia (美食會?, Aku-jū), e persino di alcuni Nitro rossi in cattività; per le missioni in luoghi ostili sfrutta inoltre dei particolari droidi, detti GT Robot (GTロボ?, Jītī Robo), controllati a distanza.

### Midora
Midora (三虎?) è il boss della Mafia alimentare e principale antagonista nella prima metà della serie. È uno dei tre discepoli di Acacia, assieme a Ichiryu e Jiro: per combattere utilizza la lingua, che è in grado si estendere a dismisura creando attorno a lei uno spazio vuoto che consuma tutto ciò con cui entra in contatto. Inoltre, è in grado attraverso il suo Demone dell'appetito di generare una pioggia di meteore che possono inaridire o risanare il suolo. Dotato di neuroni specchio particolarmente sviluppati è infine in grado di copiare qualsiasi abilità altrui, come la Minoranza mondiale di Ichiryu. Rimasto orfano durante la guerra per gli alimenti, venne adottato da Acacia e Froze: Midora si affezionò particolarmente a quest'ultima, e quando questa si sacrificò per salvargli la vita decise di ottenere il controllo di tutti gli alimenti del mondo. Durante gli scontri con l'I.G.O. affronta Ichiryu, riuscendo a sopraffarlo ma decidendo di risparmiargli la vita; nonostante ciò, Ichiryu viene eliminato da un Nitro blu. Al termine dello scontro, utilizza i suoi poteri per inaridire il mondo degli umani. Durante la missione nel Mondo del buongusto affronta Joa: poiché questi aveva preso possesso del corpo di Froze esce sconfitto dal loro primo incontro, ma riesce definitivamente a eliminarlo nell'area 2. Dopo gli scontri si sacrifica per risanare la terra dai danni causati da lui e dalla battaglia contro Neo. Il suo spirito ricompare al matrimonio di Toriko, dove consuma un ultimo pasto con la sua famiglia. Il suo menù completo è particolare poiché non contiene cibi: ciascuna portata è infatti costituita da un ricordo felice dei giorni passati con Acacia, Froze e i fratelli.

### Sous-chef

#### Starjun
Starjun (スタージュン?, Sutājun) è uno degli sous-chef della Mafia alimentare, partner dello chef Ootake nonché fratello gemello di Toriko. È un personaggio pacato e riflessivo, che tuttavia riesce a farsi rispettare dai suoi sottoposti anche grazie alla forza: in combattimento è in grado di generare fiamme, e grazie al suo Demone dell'appetito è dotato di una notevole precisione e di una debole forma di preveggenza. Nelle sue prime apparizioni non scende mai in campo di persona, ma sfruttando i GT Robot: nonostante ciò riesce più volte a mettere in difficoltà Toriko, riuscendo anche a sconfiggerlo in uno scontro frontale. Quando i Sovrani si dirigono nel Mondo del Buongusto si unisce a loro nell'area 6, affrontando al fianco di Toriko il re lupo Guinness. Nello scontro finale affronta Joa, uscendone però sconfitto, e viene portato in fin di vita da Neo salvandosi però grazie a Midora e a CENTER. Ricompare come invitato al matrimonio di Toriko.

#### Grinpatch
Grinpatch (グリンパーチ?, Gurinpāchi) e uno degli sous-chef della Mafia alimentare. Ha un aspetto grottesco, essendo dotato di due paia di braccia e di occhi con tre pupille; in combattimento utilizza un'enorme cannuccia che sfrutta come cerbottana. Negli scontri con l'I.G.O. affronta Coco, riuscendo a neutralizzarlo ma venendo infettato da quest'ultimo con un veleno particolare che causa dipendenza, similmente a una droga. Grazie a questo veleno viene convocato agli scontri nell'area 2 dove, assieme a Tommyrod, riesce a eliminare alcuni membri della N.E.O., venendo però ucciso da Joa.

#### Tommyrod
Tommyrod (トミーロッド?, Tomīroddo) è uno degli sous-chef della Mafia alimentare. È un uomo dal volto simile ad una maschera, con due ali da coleottero e delle zanne retrattili. Nel suo corpo sono inoltre incubati parecchie uova di creature-insetto, che è in grado di schiudere a comando a spese però di parte della sua energia. Incontrato da Toriko nell'Ice Hell riesce a ferire gravemente il Forintore di alimenti, venendo però neutralizzato da Teppei. Negli scontri contro l'I.G.O. affronta Sunny, che lo sconfigge e lo divora grazie ai suoi Satan Hair. Richiamato da Sunny nell'area 2, affronta assieme a Grinpatch e Starjun alcuni membri di N.E.O, venendo però ucciso da Joa.

### Altri membri della Mafia alimentare
- Alfaro (アルファロ?, Arufaru) è il maggiordomo personale di Midora. È uno dei membri più fedeli e più forti della Mafia alimentare: dotato di quattro paia di braccia, in combattimento utilizza dei piatti che lancia come se fossero shuriken. Nonostante sia ritenuto essere persino più forte degli sous-chef, è molto cauto e evita di lanciarsi in combattimenti azzardati. Tra i pochi a non tradire la Mafia alimentare a favore della N.E.O., aiuta il boss Midora ad assaltare la base di questi ultimi neutralizzando molti dei loro uomini[15].
- Ootake (大竹?, Ōtake) è un cuoco, vecchio amico e compagno di scuola di Komatsu, nonché proprietario di un ristorante a sette stelle. Ha una personalità apparentemente arrogante e avida, essendo interessato solo al denaro: ciò perché l'orfanotrofio dove era cresciuto andò in fallimento, potendo così permettersi solo cibi di bassa qualità e non preparati correttamente che causarono la morte di molti bambini. Decise quindi di diventare ricco così da costruire un orfanotrofio dove venissero serviti cibi di altissimo livello, tra i quali anche GOD: per questo motivo si unisce alla Mafia alimentare, diventando il partner di Starjun. È uno dei pochi a rimanere fedele a Midora dopo l'avvento di N.E.O, e durante la missione nel Mondo del buongusto aiuta Komatsu a preparare GOD. Al termine della saga riesce a coronare il suo sogno, aprendo un orfanotrofio dove viene servito GOD.
- Chiyo (千代?) è la precedente cuoca della cucina fantasma, vecchia rivale di Setsuno e partner di Chin Chinchin. È molto abile a maneggiare i coltelli, tanto che è in grado di uccidere e scarnificare le creature senza che queste se ne accorgano, continuando a muoversi come se fossero ancora vive; è inoltre in grado di padroneggiare una forma molto avanzata di Galateo Alimentare. In passato ebbe un figlio assieme a Chin, che tuttavia morì da bambino a causa della salute cagionevole: Chiyo fu distrutta dalla sua morte, tanto da unirsi alla Mafia alimentare per entrare in possesso di CENTER, antipasto di Acacia in grado di riportare in vita i morti. Durante gli scontri con l'I.G.O. affronta Setsuno, ma lo scontro viene interrotto da Zaus, che ferisce Chiyo. Ricongiuntasi e riappacificatasi con Chin, si unisce a coloro che giungono in soccorso ai Sovrani nel Mondo del buongusto. Giunti nell'area 6 entrano nel Mondo delle anime dove Chiyo incontra lo spirito di suo figlio, che la ringrazia per essersi presa cura di lui quando era in vita; quindi aiuta Komatsu a preparare ANOTHER.
- Erg (エルグ?, Erugu) è il capo della base numero 1, nonché uno degli uomini migliori della Mafia Alimentare. Ha al posto delle gambe il corpo di un cucciolo del re cavallo Herakles. Afferma di essere immortale, dato che le sue cellule si rigenerano dopo ogni danno subito, riuscendo anche ad arrestare l'invecchiamento rigenerando le cellule morte: ha infatti duecento anni, pur mostrandone molti meno. Il processo di rigenerazione si arresta qualora le cellule, rigenerandosi, causerebbero solamente altri danni al corpo. Viene sconfitto e ucciso da Brunch al Festival della Cucina.

## Cuochi
Nel mondo di Toriko, i cuochi sono ritenuti essere tra le persone più importanti. Come detto sopra, l'I.G.O. mantiene costantemente aggiornata una classifica dei cuochi migliori al mondo, elencati in base alle loro effettive abilità culinarie e alle ricette scoperte, inventate o semplificate. I primi cento cuochi della classifica si sfidano annualmente in una competizione detta Festival della Cucina (クッキング・フェスティバル?, Kukkingu fesutibaru), il cui vincitore guadagna il titolo di Super Chef (スーパーコック?, Sūpākokku) nonché fama e ricchezze inimmaginabili. Frequentemente i vari cuochi si uniscono a dei Fornitori di alimenti per formare delle coppie nelle quali il Fornitore procura i cibi e il cuoco li prepara correttamente: alcuni esempi possono essere Toriko e Komatsu o Acacia e Froze. Ciascun cuoco possiede un coltello da cucina personale, modellato in base ai cibi che prepara solitamente; alcuni cuochi utilizzano i coltelli anche come armi da combattimento.

### Froze
Froze (フローゼ?, Furōze) è la partner, nonché moglie, di Acacia, universalmente riconosciuta come la miglior cuoca mai esistita. Assieme al compagno ha adottato tre ragazzi, diventati poi allievi del Fornitore: Ichiryu, Jiro e Midora. Prima umana a preparare correttamente gli alimenti del menù completo planetario, poi divenuto noto come Menù di Acacia, rimase stremata e in fin di vita dalla preparazione di GOD: Midora per trovare qualcosa per guarirla si recò nella tana del re drago Delouth, uscendone gravemente ferito. Froze per curarlo gli preparò un ultimo pasto, ma lo sforzo le costò la vita. Prima di morire era però in attesa di due gemelli, Toriko e Starjun: essa prelevò i due gemelli non ancora nati assieme alla placenta dal suo ventre, li avvolse in un Canale retrostante e li lasciò alla deriva su di una barca. Dopo la sua morte il suo corpo fu posseduto da un Demone dell'appetito e rinacque come Joa. Il suo spirito si ritrova invece nel Mondo delle anime, dove aiuta Komatsu a preparare ANOTHER. Ricompare anche al matrimonio di Toriko e Ling, dove cena nuovamente con la sua famiglia.

### Setsuno
Setsuno (節乃?) è la seconda classificata nella classifica mondiale dei cuochi, nonché ex partner di Jiro. All'apparenza una gracile vecchietta, in realtà è una combattente e cuoca formidabile, in grado di manipolare la pressione atmosferica sia localmente che su ampia scala. La sua grande esperienza le ha conferito un'ampia conoscenza dei vari ingredienti, verso i quali nutre un profondo rispetto: il suo ristorante infatti è aperto solo in quei brevi periodi nei quali i cibi sono pronti per essere cucinati e serviti, senza forzare in alcun modo i tempi. Durante il Festival della Cucina affronta senza troppe difficoltà vari membri della Mafia alimentare e della N.E.O., venendo messa in difficoltà all'arrivo di Joa. Durante la missione nel Mondo del buongusto accompagna Jiro e Kiki a recuperare i piatti del menù di Acacia, per poi occuparsi della protezione del Mondo umano durante gli scontri nell'area 2. Ricompare infine come invitata al matrimonio di Toriko e Ling, dove osserva commossa gli spiriti di Acacia, Froze e dei loro discepoli nuovamente riuniti.

### Brunch
Brunch (ブランチ?, Buranchi) è un cuoco proveniente dal Mondo del Cibo incantato (妖食界?, Yōshoku-kai) nell'area 8 del Mondo del buongusto, terzo nella classifica mondiale dei cuochi. Noto come Brunch il Tengu (天狗・ブランチ?, Tengu Buranchi) a causa della pelle rossa e del lungo naso, è una persona estremamente rissosa e attaccabrighe, non avendo paura di litigare con personalità come Zebra e Setsuno, sebbene nutra un profondo rispetto per il cibo e riconosca le abilità altrui. In combattimento è in grado di manipolare l'elettricità, utilizzando come fonte di energia delle batterie inserite alla base del collo. Compare per la prima volta al Festival della Cucina, dove affronta e sconfigge Erg, capo della prima divisione della Mafia alimentare. Durante la missione nel Mondo del buongusto accoglie i sovrani nell'area 8, aiutando Komatsu a preparare AIR. In seguito viene mandato nell'area 5 assieme a Zebra a preparare NEWS, e prende parte agli scontri nell'area 2. Ricompare come invitato al matrimonio di Toriko e Ling.

### Yuda
Yuda (ユダ?) è il cuoco che occupa la quinta posizione nella classifica mondiale, specializzato in cucina medica. È dotato di un'incredibile precisione nel preparare i suoi piatti, tanto da guadagnarsi il soprannome di "Yuda del millimetro" (1ミリのユダ?, 1-Miri no Yuda). Oltre a essere un ottimo cuoco è dotato anche di capacità combattive elevate, tanto che Toriko afferma che sarebbe in grado di fronteggiare persino creature di livello superiore al cento. In passato era un cuoco arrogante e altezzoso, molto abile ma superficiale: un giorno incontrò un bambino, Zen, abitante di un paese molto povero nel quale imperversava una grave malattia. Yuda preparò una medicina, ma a causa del cattivo sapore nessun bambino volle prenderlo a parte lo stesso Zen, che però morì comunque a causa di un errore nella preparazione causato dalla superficialità dello chef. Dopo tale fatto Yuda cambiò completamente atteggiamento, impegnandosi per far sì che la cucina medica fosse appetitosa oltre che terapeutica. Compare per la prima volta durante l'attacco delle Quattro belve, quando prepara l'antidoto per il veleno scatenato dal corpo principale delle belve. Durante la missione nel Mondo del buongusto aiuta Komatsu a preparare ANOTHER.

### Livebearer
Livebearer (ライブベアラー?, Raibubearā) è il cuoco a capo del Casinò gourmet (グルメカジノ?, Gurume Kajino), ricoprente la diciassettesima posizione nella classifica mondiale. Originariamente presentato come antagonista è un cuoco totalmente disinteressato alla cucina, poiché è in grado di rubare i ricordi dei cibi alle persone, potendo così imparare ricette molto complicate senza difficoltà e "assaporare" piatti virtualmente immangiabili perché nocivi. Dopo essere stato sconfitto da Coco e Toriko, assiste alla cucina di Komatsu riscoprendo l'amore per il vero cibo e abbandonando quindi le attività criminali. Partecipa al Festival della Cucina dove, durante l'invasione della Mafia alimentare, viene quasi ucciso dai Nitro rossi. Durante la missione nel Mondo del buongusto raggiunge i Sovrani nell'area 7, per poi dirigersi assieme a Sunny nell'area 4 per ottenere EARTH.

### Altri cuochi
- Zaus (ザウス?, Zausu) è il cuoco in prima posizione nella classifica mondiale. Oltre alle sue abilità ai fornelli è un ottimo combattente: lui stesso afferma che le ferite che infligge sono così profonde da incidersi nel DNA del bersaglio. Durante il Festival della Cucina si rivela membro della N.E.O., affrontando Setsuno senza però sortire grandi risultati. Durante l'attacco di Midora alla base dell'organizzazione lo affronta uscendone pesantemente sconfitto, e dopo la morte di Joa perde completamente la memoria di quanto successo essendo ormai libero dall'ipnosi dello chef oscuro.
- Chiru (千流?) è la chef che ricopre la quindicesima posizione della classifica. È la cuoca alla Cucina fantasma (雲隠れ割烹?, Kumogakure Kappō), ristorante specializzato nella preparazione di alimenti commestibili solo utilizzando il Galateo alimentare; lei stessa è un'abile utilizzatrice di questa tecnica, che sfrutta anche in combattimento. Aiuta Toriko e Komatsu durante il loro addestramento al Tempio Shokurin, per poi ricomparire al Festival della Cucina e nel Mondo del buongusto.
- Tylan (タイラン?, Tairan) è il cuoco alla diciannovesima posizione nella classifica mondiale. È un grande esperto di cibi tossici ed è in grado di creare gli antidoti a molti veleni, tra i quali persino alcuni provenienti dal Mondo del buongusto. Giunge in soccorso ai Sovrani nel Mondo del buongusto, e assieme a Coco si dirige nell'area 3 a preparare ATOM.
- Kopuriko (コプリ子?) è la ventiquattresima cuoca nella classifica mondiale, specializzata nella preparazione di cibi dall'aspetto bizzarro e grottesco. Compare solo al Festival della Cucina, dove giunge alle finali e dove affronta assieme agli altri cuochi la Mafia alimentare; nonostante la scarsa presenza, in un sondaggio apparso in un volume speciale Kopuriko è stata eletta dai fan della serie la partner adatta al Sovrano del cielo Sunny nonostante i gusti sostanzialmente differenti dei due; lo stesso autore ha affermato che, tra tutte quelle proposte dai fan, questa coppia è la sua preferita[17].
- Nakaume (仲梅?) è un cuoco vecchio amico di Komatsu e Ootake. Compare al Festival della Cucina, trovandosi suo malgrado invischiato con la N.E.O. e venendo rapito da essi. Liberato da Teppei dopo avergli rivelato il piano dell'organizzazione riguardante il risveglio di Neo, giunge all'area 2 dove aiuta Komatsu e Ootake a preparare GOD.

## Rigeneratori alimentari
I Rigeneratori alimentari (再生屋?, Saisei-ya, letteralmente "coloro che rigenerano") sono delle persone che si occupano della salvaguardia delle creature e degli alimenti del mondo, dedicandosi anche al risanamento degli ecosistemi e, eventualmente, alla rigenerazione o clonazione di creature ormai estinte. Si occupano anche della cattura di criminali e bracconieri.

### Teppei
Teppei (鉄平?) è un Rigeneratore alimentare nipote di Jiro. È un grande esperto di tecniche di stordimento, nonché di medicina e di tecniche curative. Conosce molte specie vegetali, che sa far fiorire e crescere istantaneamente e che utilizza talvolta in combattimento. Le sue abilità gli hanno consentito di affrontare e catturare Zebra, ricercato per aver portato all'estinzione varie specie di animali pericolosi. Decise di diventare Rigeneratore quando il nonno, portandolo a vedere un luogo per lui pieno di ricordi, lo trovò arido e desolato. Dopo aver aiutato Toriko a neutralizzare Tommy Rod nell'Ice Hell, viene colpito da Joa che lo ipnotizza, facendolo passare dalla sua parte. Liberato dall'ipnotismo da Jiro, continua a militare nella N.E.O. per raccogliere informazioni. Durante gli scontri nell'area 2 affronta ed elimina il Nitro blu Atom, per poi fermare il collasso del pianeta aiutato dallo spirito di Jiro.

### Yosaku
Yosaku (与作?) è il Rigeneratore maestro di Teppei. È un uomo piuttosto rude e dai modi spicci, che non si fa problemi a infrangere le regole se queste gli sono d'intralcio. È in grado di rigenerare alimenti di alto livello, ed è dotato di tecniche mediche avanzatissime, capaci di riattaccare arti o addirittura di farli ricrescere. Ha inoltre sviluppato un farmaco in grado di curare qualsiasi malattia ad eccezione di quelle provenienti dal Mondo del buongusto. Nonostante le sue capacità non è esente da fallimenti, e infatti è quasi sempre ricoperto da macchie di sangue provenienti dai suoi esperimenti non riusciti. Cura i vari membri della spedizione nell'Ice Hell, tra i quali Toriko a cui fa ricrescere un braccio. Come membro del biotopo 0 partecipa alla spedizione nel Mondo del buongusto per revitalizzare il dolce di Acacia, EARTH, ma viene sconfitto dalla Mafia alimentare.

## N.E.O.
La N.E.O. (NEO?) è un'organizzazione criminale capitanata da Joa e di cui fanno parte alcune delle personalità più benestanti del pianeta. Il suo obiettivo è di entrare in possesso del Menù di Acacia per poter raggiungere l'area 0, luogo da cui hanno origine tutti gli alimenti del mondo, e per risvegliare e controllare il demone Neo.

### Joa
Joa (ジョア?) è un Demone dell'appetito che ha preso possesso del corpo di Froze. È un cuoco molto abile e un eccellente combattente: è infatti in grado di tener testa a personaggi come Midora e Jiro. Sfruttando le sue abilità è in grado di "cucinare" le persone, alterando il loro carattere e facendole cadere in uno stato di ipnosi, nel quale possono essere manipolate a suo piacimento. Grazie a questa abilità è riuscito a far passare dalla sua parte molti forti combattenti e cuochi, tra i quali Teppei e gran parte della Mafia alimentare. Durante gli scontri nell'area 2, affronta Midora riuscendo a neutralizzarlo, per poi dirigersi nel luogo dove si è manifestato GOD. Qui affronta e sconfigge Coco, Sunny, Zebra e Starjun, ma viene fermato da Midora, ripresosi nel frattempo, e sconfitto. Viene ucciso definitivamente da Acacia fuso con Neo.

## Creature

### Demoni dell'appetito
I Demoni dell'appetito (食欲の悪魔?, Shokuyoku no Akuma) sono delle creature costituite interamente da Cellule del buongusto. Sono classificabili in cinque tipi diversi in base al tipo delle cellule che li compongono, ovvero rossi, blu, verdi, neri e bianchi: i rossi sono più deboli ma più facili da controllare, mentre i bianchi sono i più forti in assoluto, ma una loro manifestazione all'interno del corpo dell'ospite può causarne la morte. La presenza di un demone all'interno di qualcuno è rivelata da delle cicatrici insanabili sul corpo del possessore, mentre il tipo può essere dedotto dal colore anomalo dei capelli dell'individuo ospite: ad esempio Toriko, possedendo un demone blu latente, ha i capelli blu. Ciascun demone nasce come rappresentazione dell'appetito, e possiede un ospite dotato di Cellule del buongusto: quando tale ospite diventa sufficientemente forte può proiettare il suo Demone al di fuori del corpo per intimidire gli avversari, sebbene questo non possa interagire in alcun modo con l'ambiente; inoltre il demone conferisce all'ospite le proprie abilità, quali forza aumentata, tecniche speciali e sensi sovrasviluppati. Nutrendosi del Menù planetario, inoltre, è possibile risvegliare il demone e fondersi con esso. Quando il loro ospite muore si reincarnano nel corpo di un altro ospite.

#### Orco
Orco (オーガー?, Ogre) è uno dei demoni che abitano il corpo di Toriko. È il primo demone ad apparire nella storia, e ha l'aspetto di un oni rosso dai capelli bianchi. Descritto come il più grande guerriero di sempre e dotato di un olfatto sopraffino è molto affezionato a Toriko, con il quale ha condiviso più di 900.000 pasti, e a Komatsu. Inizialmente si manifesta solamente come risultato dell'intimidazione di Toriko: la sua prima apparizione fisica si ha durante lo scontro di Toriko con Starjun al Festival della Cucina, quando si manifesta per salvare Komatsu e il Sovrano in fin di vita ferendo gravemente Starjun. Toriko nutrendosi del Menù di Acacia risveglia via via Orco, fino a che, mangiando GOD, lo risveglia definitivamente consentendogli di uscire dal suo corpo. Dopo essersi scambiati un ultimo saluto Orco obbliga Toriko a nutrirsi di CENTER, facendosi mangiare e fondendosi con il Sovrano.

#### Neo
Neo (ネオ?) è il demone nero che abita il corpo di Acacia. Principale antagonista nella seconda parte della storia, è un demone antropomorfo molto magro, dagli occhi vuoti e dalla bocca nera e circolare. È descritto come il demone più pericoloso mai esistito, poiché dotato di un appetito sconfinato e in grado di mangiare qualsiasi cosa, inclusi gli altri demoni. Ciò che mangia scompare definitivamente, trasferendosi in un'altra dimensione. Inoltre è particolarmente sadico, preferendo terrorizzare a morte le sue prede prima di nutrirsene poiché adora il sapore della paura. In passato era un demone utilizzato dai Nitro per colonizzare i pianeti: essendo più debole degli altri era sempre lasciato in disparte e gli era vietato di nutrirsi di qualsiasi cosa. Riuscito a fuggire poté scatenare la sua voracità, diventando sempre più forte man mano che mangiava. Dopo vari cicli di morte e reincarnazione entra nel corpo di Acacia, il quale scoperta la sua natura inizia a pensare, assieme a Pair, a un modo per sigillarlo. Neo tuttavia riesce a possedere completamente Acacia: una volta risvegliato tenta di mangiare l'intero pianeta, ma viene fermato da Toriko che riesce a neutralizzarlo e a uccidere Acacia. Neo quindi rigetta tutti gli alimenti mangiati fino a quel momento, e una volta terminato viene invitato da Toriko a mangiare assieme a loro, avendo compreso che Neo si comportava così perché non aveva mai provato la gioia di condividere un pasto. Ricompare come invitato al matrimonio di Toriko e Ling.

#### Altri demoni
- Blu (青鬼?, Ao oni, letteralmente "demone blu") è il secondo demone che abita nel corpo di Toriko. Ha l'aspetto di un oni blu, e la sua forza è tale da tener testa a uno degli Otto re. Essendo più potente di Orco Toriko non può controllarlo appieno, sebbene dopo essersi nutrito con il Menù di Acacia riesca a manifestarlo per qualche tempo. Compare durante lo scontro con il re cavallo Herakles, ma sebbene riesca sorprenderlo e a tenergli testa viene limitato dalle condizioni fisiche di Toriko. Ricompare poi nell'aea 2, dove affronta i Nitro blu e dove commenta poi la vittoria di Toriko contro Neo.
- Don Slime (ドン・スライム?, Don Suraimu) è il demone che abitava le cellule di Ichiryu, con il quale aveva un profondo rapporto d'amicizia. Autodefinitosi il demone più potente mai esistito, essendo in grado di modificare il proprio corpo a livello atomico per ricreare qualsiasi sostanza, dopo la morte del presidente cerca di riportarlo in vita ricreandone il corpo. Dopo aver incontrato i Sovrani e Komatsu li accompagna all'area 6, dove rivela il suo piano e la sua idea di ricreare il menù di Acacia. Incontrato lo spirito di Ichiryu nel mondo delle anime ottiene da questi il rifiuto di ritornare in vita. Reincarnatosi in un nuovo ospite, si nutre degli alimenti del Menù di Acacia giungendo alla sua forma completa, con la quale affronta Neo. Nonostante riesca a metterlo in difficoltà viene infine ucciso e mangiato dal demone[22].
- All'interno del corpo di Toriko vi è insidiato un terzo demone di colore bianco, dall'aspetto umanoide e dotato di ali. Sebbene sia l'ultimo a rivelarsi, secondo Orco e Blu è stato il primo ad abitare le cellule del fornitore; il suo risveglio mette in allarme gli altri due demoni, secondo i quali una sua manifestazione nel corpo di Toriko lo porterebbe alla morte. È il demone più potente mostrato, in grado di assimilare senza sforzo persino le cellule nere di Neo, al quale dà il colpo di grazia. Al termine della storia, assieme a Blu, rivela a Toriko l'origine delle cellule del buongusto e del menù planetario.

### Animali domestici

#### Terry
Terry (テリー?, Terī), abbreviazione di Terrycloth (テリークロス?, Terīkurosu, letteralmente "asciugamano") è un cucciolo di Lupo da battaglia adottato da Toriko dopo che la madre, un clone creato dall'I.G.O., viene uccisa dalla Mafia alimentare. Il suo nome gli è stato dato dal Fornitore di alimenti a causa del suo pelo, folto e morbido come un asciugamano. È molto intelligente e abile nella caccia, e sin da cucciolo si mostra ben più pericoloso di molte creature del mondo umano. Accompagna Toriko in gran parte delle sue missioni: nel Mondo del Buongusto, avvertita la necessità di diventare più forte per affrontare Neo, viene addestrato dal re scimmia Bambina assieme a Kiss e Queen. Al termine della saga viene rivelato che è in lizza con altre creature del Mondo del buongusto per diventare uno degli Otto re.

#### Altri animali domestici
- Kiss (キッス?, Kissu) è un esemplare di Corvo imperatore adottato da Coco. È molto legato al padrone, tanto da combattere assieme in perfetta sintonia. Nel Mondo del buongusto viene addestrato da Bambina assieme a Queen e Terry, per poi contendere con altre creature del Mondo del buongusto un posto tra gli Otto re.
- Queen (クイン?, Kuin) è un piccolo di Mother snake, animale da compagnia di Sunny. È dotato di una forza muscolare notevole, essendo in grado di strappare un arto al corpo principale delle Quattro belve semplicemente avvolgendosi attorno e stringendo. Nel Mondo del buongusto viene addestrato da Bambina assieme a Kiss e Terry, per poi contendere con altre creature del Mondo del buongusto un posto tra gli Otto re.
- Yun (ユン?, Yun), è un cucciolo di Pinguino del Muro, una specie in via di estinzione che vive nell'Ice Hell. Komatsu lo incontra assieme a Toriko quando sono alla ricerca della Zuppa Secolare: quando i suoi genitori vengono uccisi da Tommyrod Komatsu lo prende con sé, riuscendo a completare la Zuppa del Secolo grazie alla sua saliva. Accompagna  il cuoco e i Sovrani nel mondo del buongusto rivelando di poter generare un back channel nel quale nascondono Komatsu, in fin di vita dopo un assalto della N.E.O., durante la missione nell'area 7.

### Otto Re
Gli Otto re sono le creature più potenti e pericolose del pianeta, dal livello di cattura superiore al 6000. Ciascuno di loro domina su una delle otto aree del Mondo del buongusto, nelle quali si trovano anche ai vertici delle catene alimentari. Il loro potere è tale che, in base al loro umore, possono rendere un luogo fertile e rigoglioso o arido e sterile semplicemente passandovi. Dopo il combattimento contro Acacia e la loro sconfitta, tutti loro rinunciano spontaneamente al trono.

#### Herakles
Il re cavallo Herakles (ヘラクレス?, Herakuresu) è il re dell'area 8. Si tratta di un cavallo gigantesco, normalmente pacifico ma molto territoriale: nel combattere, oltre agli attacchi fisici, è in grado di sparare proiettili d'aria dalle narici. Non ha bisogno di nutrirsi ma solo di respirare: con un solo respiro, con il quale immagazzina un quantitativo d'aria pari all'oceano Pacifico, è in grado di sopravvivere per un anno e di combattere a piena potenza per un mese. Ha bisogno di più aria solo per partorire, infatti in quel momento ne inspira un quantitativo pari all'atmosfera terrestre: i suoi parti coincidono per questo motivo con i cicli di crescita di AIR, che alla maturazione libera il giusto quantitativo d'aria. Per sostenere i suoi bisogni biologici l'area 8 è piena di Air Tree (エアツリー?, Ai Tsurī), particolari piante che rilasciano costantemente aria pura. Toriko lo affronta per giungere ad AIR, uscendone facilmente sconfitto nonostante l'intervento di Blu. Al maturare di AIR partorisce un cucciolo, e per questo ringrazia i Sovrani aiutandoli a raggiungere l'area 7. Al manifestarsi di GOD giunge nell'area 2, dove affronta assieme agli altri re Neo uscendone però sconfitto. Il suo livello di cattura è 6200.

#### Bambina
Il re scimmia Bambina (バンビーナ?, Banbīna) è il re dell'area 7. È una scimmia massiccia e di grosse dimensioni, completamente glabra; normalmente, però, il suo vero aspetto è contenuto da una seconda pelle violacea e coperta di venature. I suoi testicoli costituiscono la zuppa di Acacia, PAIR. Il suo carattere è infantile e giocherellone, ma a causa della sua forza spropositata i suoi giochi si trasformano quasi sempre in esperienze mortali per chi non è preparato; è poi in grado di emettere raggi energetici dalla bocca. In passato aveva una compagna cui era molto affezionato: quando questa morì il re scimmia continuò a portare del cibo sulla sua tomba, tanto da creare una vera e propria montagna; inoltre assunse il nome della sua compagna in suo onore, appunto Bambina. Incontrati i Sovrani, in un decimo di secondo neutralizza Coco e Zebra e ferisce gravemente Toriko, strappandogli un braccio. Al loro incontro successivo, dopo una breve lotta, si intrattiene con loro con una danza che faceva con la sua compagna: tale danza è in realtà la procedura corretta per ottenere PAIR, grazie al quale il re scimmia riesce a rivedere la sua vecchia fiamma. Dopo lo scontro con i Sovrani inizia ad addestrare Terry, Kiss e Queen, per poi dirigersi nell'area 2 ad affrontare Neo assieme agli altri re, uscendone però sconfitto. Il suo livello di cattura è 6000.

#### Mother snake
Il re serpente Mother snake (マザースネーク?, Mazā Sunēku) è il sovrano dell'area 4. È un serpente gigantesco, tanto che un esemplare adulto è lungo quanto la circonferenza terrestre: a causa delle sue dimensioni non è raro averne degli avvistamenti nel Mondo degli umani, mentre vederne la testa o la coda, in quanto evento rarissimo, si dice porti fortuna. Tuttavia, come dice Sunny, vederne la testa non è affatto raro, ma tutti coloro che la vedono finiscono divorati. Il suo corpo è talmente grande che al suo interno si sviluppano dei veri e propri ecosistemi, sebbene di breve durata poiché i suoi succhi gastrici hanno la capacità di sciogliere qualunque cosa. Al manifestarsi di GOD si dirige all'area 2, dove affronta Neo assieme agli altri re: dopo averlo inghiottito si fa assorbire da Moon, ma il demone riesce comunque a liberarsi. È l'unico degli otto re di cui non si sa nulla al termine degli scontri. Il suo livello è 6310. Queen appartiene alla stessa specie di questo re.

#### Corvo imperatore
Il re uccello Corvo imperatore (エンペラークロウ?, Enperā Kurō) è il sovrano dell'area 3. Si tratta di un corvo enorme in grado di generare nubi venefiche sbattendo le ali. Inoltre, essere coperti dalla sua ombra porta alla pazzia, mentre se l'esposizione è prolungata fa sparire il soggetto senza lasciare traccia: il re è in grado di generare un piccolo sole nel suo becco, per poi ingoiarlo e proiettare così la sua ombra tutto intorno a lui. Nell'area 2 prova ad affrontare Neo, finendo per metà divorato e impossibilitato a rigenerarsi, salvandosi solo grazie a CENTER. Il suo livello di cattura è 6000. Kiss appartiene alla stessa specie di questo re.

#### Guinness
Il re lupo Guinness (ギネス?, Ginesu) è il sovrano dell'area 2. Appartiene alla specie dei Lupi da battaglia (バトルウルフ?, Batoru Urufu), una particolare razza di lupi enormi e estremamente intelligenti, dei quali è il capobranco: si distingue dagli altri lupi a causa del pelo, più lungo e scuro. È dotato di forza, velocità e agilità impareggiabili, e il suo olfatto è talmente fino da analizzare persino il DNA del bersaglio, la sua storia, i suoi gusti alimentari e gli eventuali Demoni dell'appetito che ospita; inoltre, il bersaglio che è sottoposto all'"ispezione" diventa completamente bianco e resta incosciente per qualche istante. In passato adottò e allevò per qualche tempo un neonato Jiro, facendolo nutrire con alimenti di alto livello e fornendogli così abilità sovrumane. Il re incontra Toriko e Starjun nell'area 2, dove li affronta mettendoli in seria difficoltà, per poi dirigersi verso il luogo dove appare GOD. Qui affronta Neo assieme al suo branco e agli altri re, uscendone però sconfitto. Terry, il Lupo da battaglia addomesticato da Toriko, è un discendente Guinness. Il suo livello è 6550.

#### Altri membri degli Otto re
- Il re balena Moon (ムーン?, Mūn) è il sovrano dell'area 6. Si tratta di un'enorme balena bianca con sei occhi: tuttavia la sua testa è generalmente coperta da un meteorite che la fa assomigliare alla Luna. È il più potente degli Otto re: è infatti in grado di generare dei buchi neri con i quali assorbe qualsiasi cosa, trasportandola nel Mondo delle anime. A causa della sua potenza per mantenere l'ecosistema dell'area 6 in equilibrio sono necessarie sette creature, dette "sette bestie" (七獣?, Shichijū), in grado di contrastarlo. Al manifestarsi di GOD si dirige nell'area 2 dove affronta Neo, provando ad inghiottirlo senza però avere successo. Il suo livello è 6600[30].
- Il re cervo Cervo del Cielo (スカイディア?, Sukaidia) è la creatura a capo dell'area 5. Si tratta di un enorme cervo dotato di otto zampe, talmente grande da ospitare una foresta sulla sua schiena. Tale foresta è abitata da creature pericolose e feroci, che combattono al posto del sovrano: infatti, sebbene sia il più mansueto degli Otto re, se arrabbiato può generare un Back channel con cui fa invecchiare e marcire i suoi avversari. Affronta Neo e Acacia assieme agli altri Re, portandoli in fin di vita: Acacia tuttavia riesce a liberarsi dal Back Channel ferendo gravemente il re. Il suo livello è 6450[31].
- Il re drago Delouth (デロウス?, Derousu) è il re dell'area 1. È un drago enorme dotato di una sola zanna, molto affilata e pressoché indistruttibile, e con una lingua tentacolare dalla quale può sparare un raggio energetico sufficientemente potente da distruggere persino dei pianeti. Nell'area 2 affronta Neo uscendone sconfitto. Komatsu possiede un coltello fabbricato da Melk II con una scheggia della zanna di Delouth, in grado di tagliare persino delle montagne: nel coltello è presente ancora parte dell'energia del re, in grado di intimidire creature di alto livello. Il suo livello di cattura è 6590[32].

### Nitro
I Nitro (ニトロ?, Nitoro) sono creature di origine extraterrestre, antropomorfe ma dotate di un volto simile alla maschera da medico della peste. Sono creature molto intelligenti e più forti degli esseri umani, in grado di apprendere tecniche di cucina e di combattimento avendole viste una sola volta. Come i Demoni dell'appetito sono costituiti interamente da Cellule del buongusto, e pertanto anche loro sono suddivisi in più tipi: sebbene siano state mostrate solamente due tipologie, i Nitro rossi e i Nitro blu, Kaka suppone che ne possano esistere anche di altri. Delle due razze note, i Nitro blu sono i più forti e intelligenti, tanto da sopraffare e schiavizzare quelli rossi, utilizzandoli poi come procacciatori di cibo. Le due tipologie si possono distinguere dall'apertura della bocca: mentre i rossi la aprono in verticale (come gli umani), i blu la aprono in orizzontale. Tutti i nitro, se in pericolo di vita, sono in grado di entrare in uno stato di criptobiosi: è una risorsa estrema e comunque molto rischiosa, perché hanno poi bisogno di un intervento esterno per uscirne. Secondo Kaka i Nitro appartengono a un particolare gruppo di creature denominate Troll (トロール?, Tororu): il nome "Nitro" è stato coniato da Acacia, unendo la parola "ni" (ニ?, "due") (riferito presumibilmente ai due tipi di Nitro, o al fatto che camminino su due gambe) al nome di queste creature. Sebbene siano asessuati, alcuni di loro hanno tratti femminili e utilizzano termini femminili nel riferirsi a sé stessi.

#### Nitro rossi
I Nitro rossi (レッ・ドニトロ?, Reddo Nitoro) sono la categoria di Nitro più debole. In passato sono stati schiavizzati dai Nitro blu: questi recisero loro le corde vocali, privandoli così della parola, e li utilizzarono come schiavi per procurarsi gli alimenti. Solo pochi Nitro riuscirono a salvarsi, come i tre eremiti del buongusto (味仙人?, Aji sennin) Chichi, Kaka e Jiji, tra i pochi a conoscere i corretti procedimenti di cattura del Menù di Acacia, e alcuni nitro rossi catturati poi dalla Mafia alimentare.
- Chichi (チチ?, Chichi), detto lo chef di bronzo (銅のシェフ?, Dou no shefu), è il primo dei tre eremiti a essere presentato. È un anziano Nitro vecchio amico di Ichiryu, che assume talvolta atteggiamenti da pervertito; è inoltre solito inserire delle menzogne nei suoi racconti, così da far aumentare l'interesse negli ascoltatori, salvo rivelarle subito dopo. Viene posto da Ichiryu a guardia del suo piatto principale nel biotopo 1, dove viene trovato dai Sovrani: qui rivela loro alcune caratteristiche del Mondo del buongusto e del Menù di Acacia. Si dirige poi nel Mondo del buongusto assieme a Jiro e Setsuno, dove si sacrifica per aiutare Toriko a fronteggiare Acacia e Neo[33].
- Kaka (カカ?), detta la chef d'argento (銀のシェフ?, Gin no shefu), è la seconda degli eremiti a comparire. È una Nitro dalle sembianze femminili, piuttosto calma e paziente. Venne uccisa in passato dai Nitro blu: quando i sovrani giungono nell'area 7 il Nitro blu Atom prende il suo posto nella speranza di ottenere PAIR, mentre lo spirito di Kaka istruisce Komatsu, anch'egli ridotto al solo spirito, sul corretto procedimento di cattura della zuppa leggendaria. Dopo la sconfitta di Atom e l'ottenimento di PAIR si rivela ai Sovrani, spiegando loro gli effetti della zuppa e rivelando l'origine dei Nitro[34].
- Jiji (ジジ?), detto lo chef d'oro (金のシェフ?, Kin no shefu), è l'ultimo degli eremiti a comparire. È un Nitro anziano coperto interamente di pelo, piuttosto muscoloso; è dotato di una grande esperienza che gli consente di capire le abilità e le conoscenze di qualcuno con un solo sguardo. Incontra i Sovrani e i vari cuochi giunti in loro soccorso nell'area 6: qui li divide in gruppi per andare a recuperare i vari alimenti di Acacia, in base alle loro capacità. Lui stesso si dirige nell'area 6 assieme a Komatsu e ad altri a preparare ANOTHER. Dopo averlo ottenuto si dirige nell'area 2 a preparare GOD assieme ai Sovrani di nuovo riuniti, ma dopo averne rivelato il procedimento di cattura viene mangiato da Neo[35].

#### Nitro blu
I Nitro blu (ブルーニトロ?, Buru Nitoro) sono la tipologia di nitro più potente e intelligente. Il loro obiettivo era quello di colonizzare i vari pianeti per poi "coltivare" su di loro gli alimenti, sottoponendoli a forti stress così da aumentare il loro sapore ma causando il collasso dei vari pianeti: per compiere il loro obiettivo sfruttavano i Nitro rossi da loro schiavizzati, i Demoni dell'appetito e talvolta anche gli abitanti dei pianeti su cui si trovavano. Dopo la fuga di Neo il loro obiettivo divenne quello di rintracciare e sigillare il demone, che però riuscì a eliminarli quasi tutti. I soli sopravvissuti sono gli otto Nitro che costituiscono la Nobiltà gourmet (グルメ貴族?, Gurume Kizoku): ciascuno di loro sovrintende la cattura di uno dei piatti del menù planetario, e come nomi hanno quelli dell'alimento a loro associato. Nella seconda parte della trama vengono eliminati tutti eccetto Pair.
- Pair (ペア?, Pea) è il primo Nitro in assoluto a comparire nella trama. È un Nitro alto e massiccio, con una criniera di capelli rossi. In passato incontrò Acacia mentre entrambi cercavano di ottenere PAIR: entrambi in fin di vita si azzannarono a vicenda, completando il procedimento di cattura della zuppa. In seguito i due strinsero un'alleanza per sigillare Neo, diventando nel mentre anche buoni amici. Dopo il risveglio di Neo si prodiga per far mangiare ad Acacia i vari alimenti del suo menù, ma viene tradito da quest'ultimo che decide di fondersi col demone anziché sigillarlo: Pair aiuta quindi Toriko a fronteggiare il suo avversario. Dopo la sconfitta di Acacia lo si rivede al matrimonio di Toriko e Ling come invitato, mentre saluta un'ultima volta il suo vecchio amico[36].
- Atom (アトム?, Atomu) è il Nitro blu che cerca di sfruttare i Sovrani a suo vantaggio nell'area 7 fingendosi Kaka. Nel suo vero aspetto è un Nitro muscoloso e con una capigliatura afro: se spalanca completamente la bocca al suo interno è completamente nero, eccetto due piccoli occhi bianchi. Dopo aver provato a ottenere senza successo PAIR viene scacciato dall'area 7 dal re scimmia Bambina. Riunitosi con i Nitro blu è l'unico a sopravvivere all'attacco di Jiro alla loro base grazie ad Acacia, che uccide il fornitore. Nell'area 2 affronta prima Toriko e poi Teppei, venendo sconfitto da quest'ultimo.

### Menù di Acacia
Il menù completo di Acacia (アカシアのフルコースメニュー?, Akashia no Furukōsu Menyū) è costituito dagli otto alimenti migliori del pianeta Terra. Tali alimenti sono stati originati dall'iniezione delle Cellule del buongusto nel pianeta: in questo modo esso può "maturare" generando alimenti sempre più buoni, al cui vertice stanno gli otto appartenenti al menù completo planetario. In passato il menù è stato preparato più volte dai Nitro blu, ma durante la sua ultima apparizione essi aiutarono Acacia, dentro il quale si era reincarnato Neo, a cibarsene per risvegliare il demone per poi sigillarlo. Il menù planetario, infatti, consente il controllo delle proprie Cellule del buongusto a patto che prima ci si sia nutriti con alimenti ad esse compatibili, pena la possessione totale da parte del proprio demone. Ogni piatto ne risveglia una parte, e completandolo è possibile mangiare o farsi mangiare dal demone fondendosi con esso.
- CENTER (センター?, Sentā) è l'antipasto del menù di Acacia. È costituito dai nuclei puri delle Cellule del buongusto, e sgorga direttamente dall'area 0. È un alimento in grado di rigenerare qualsiasi ferita, anche quelle inflitte dai morsi di Neo, e persino di riportare in vita i morti: a causa di ciò la sua esistenza è stata tenuta nascosta da Acacia stesso. CENTER risveglia il cuore del demone, ed è quindi l'alimento che va consumato per ultimo. Il suo livello di cattura è 10000[37].
- PAIR (ペア?, Pea) è la zuppa del menù di Acacia. È costituita dai testicoli del re scimmia Bambina: una volta separati dal corpo si uniscono in una sfera dorata, all'interno della quale è contenuta la zuppa. Se mangiata cambia il sesso della persona, e consente di vedere gli spiriti del cibo (食霊?, Shoku rei), ovvero fantasmi legati ad un particolare alimento. PAIR risveglia il braccio destro del demone. Il suo livello di cattura è 6000[38].
- ANOTHER (アナザ?, Anaza) è il piatto di pesce del menù di Acacia. È un pesce in grado di muoversi alla velocità della luce: quando lo fa si sposta nei cosiddetti Canali retrostanti (裏のチャンネル?, Ura no Channeru), particolari luoghi dove lo spaziotempo è distorto e connessi al Mondo delle anime, diventando impossibile da catturare. La sua preparazione è la più complicata del menù di Acacia, anche a causa dell'estrema lunghezza: per prepararlo occorrono normalmente seicentomila anni, poi abbassati a sessanta da Komatsu, e pertanto è cucinabile solo nel Mondo delle anime, dove il tempo è costantemente fermo. ANOTHER risveglia la lingua del demone, rendendo qualsiasi cosa commestibile. Il suo livello di cattura è 7800. Al termine della saga Zebra lo ha scelto come pietto di pesce del suo menù completo[39].
- NEWS (ニュース?, Nyūsu) è il piatto di carne del menù di Acacia. Si tratta di un enorme cumulo di carne, apparentemente privo di sapore: esso, infatti, può essere mangiato solo dopo essersi nutriti di ANOTHER e aver risvegliato la lingua del demone. Una volta mangiato permette di generare dei Canali retrostanti. NEWS risveglia la gamba sinistra del demone. Il suo livello di cattura è 6900[40].
- GOD (ゴッド?, Goddo) è il piatto principale del menù di Acacia. Quando si risveglia davanti a Toriko e ai compagni ha l'aspetto di un enorme rospo con una voglia raffigurante il pianeta Terra sulla pancia. Oltre a essere il re degli alimenti è anche il re dei predatori, potendo mangiare qualsiasi cosa: la sua lingua si estende per chilometri ed è in grado di catturare tutto ciò con cui entra in contatto. Se visto da vicino si può "entrare" nelle sue cellule, ciascuna rappresentante un pianeta differente dotato di ecosistemi propri. GOD risveglia il cervello del demone, consentendogli di manifestarsi fuori dal corpo dell'ospite. Il suo livello di cattura è 10000. Al termine della saga Toriko lo ha scelto come suo piatto principale.
- AIR (エア?, Ea) è l'insalata del menù di Acacia. È un enorme frutto dalla consistenza e aspetto simile ad un cavolo. Il suo interno è cavo e contiene un quantitativo d'aria superiore a quello dell'atmosfera terrestre, che erutta al maturare del frutto. Se mangiato massimizza il metabolismo e l'ossigenazione del corpo, consentendo di resistere anche per parecchi giorni in apnea. AIR risveglia il braccio sinistro del demone. Il suo livello di cattura è 6200. Dopo averlo mangiato, Toriko lo ha scelto come contorno del suo menù completo[41].
- EARTH (アース?, Āsu) è il dolce del menù di Acacia. Ha l'aspetto di un fiore di gelato: è descritto essere come la concentrazione di tutte le sostanze zuccherine del mondo, che gli donano una dolcezza senza pari. A causa di ciò è anche l'alimento che fornisce più energie in assoluto. EARTH risveglia la gamba destra del demone. Il suo livello di cattura è 6100. Al termine della saga Sunny lo ha scelto come dolce del suo menù completo[42].
- ATOM (アトム?, Atomu) è la bevanda del menù di Acacia. È un liquido che erutta da un vulcano nell'area 3, si imbeve di radiazioni nello spazio e ricade poi sulla Terra: a causa della tossicità delle radiazioni, è il terzo alimento più difficile da preparare dopo ANOTHER e GOD. ATOM risveglia la testa del demone. Il suo livello è 7000. Al termine della saga Coco lo ha scelto come bevanda del suo menù completo[43].

## Vari

### Cavalieri del buongusto
I Cavalieri del buongusto (グルメ騎士?, Gurume Kishi) sono un gruppo di persone che vivono a stretto contatto con la natura: la loro dottrina si basa sul rifiuto degli alimenti d'alta classe, preferendo al loro posto quelli semplici e frugali. Per entrare nel gruppo è necessario sottoporsi ad un rigido allenamento, superando una serie di prove per temprare il fisico a sopravvivere anche senza cibo: ciò consente loro di sviluppare una tenacia e una resistenza di molto superiori a quelle di un umano normale.
- Aimaru (愛丸?) è la guida dei Cavalieri del buongusto. È un vecchio amico di Toriko il quale, a detta degli altri Cavalieri, è anche l'unico che riesca a fargli perdere la pazienza. Nonostante la sua dottrina è intenzionato a nutrirsi di GOD, scommettendo con il Fornitore su chi dei due sarebbe stato in grado di ottenerlo per primo. Dentro il suo corpo ospita una notevole collezione di funghi e batteri che può produrre e manipolare a suo piacimento: questi gli consentono di sopravvivere al liquido tossico che blocca l'entrata all'area 0, pur non avendo mangiato il menù di Acacia.
- Takimaru (滝丸?) è un membro dei Cavalieri del buongusto. Il suo stile di combattimento è basato sulla dislocazione delle ossa avversarie. Rimasto orfano da piccolo, ha poi contratto una malattia incurabile proveniente dal Mondo del buongusto, venendo perciò abbandonato da tutti. Venne adottato da Aimaru, che lo accolse tra le sue file. Partecipa alla missione per ottenere la Zuppa del secolo, con l'intento di guadagnare abbastanza soldi da comprare una panacea per la malattia mortale che aveva colpito Aimaru: tale medicina gli verrà poi regalata da Yosaku. Ricompare assieme agli altri cavalieri durante la missione nel Mondo del buongusto, dove procura i materiali per gli strumenti necessari a preparare ANOTHER.

### Altri
- Match (マッチ?, Matchi) è un membro della yakuza del buongusto (グルメヤクザ?, Gurume yakuza), un'organizzazione criminale che gestisce il traffico degli ingredienti nel mercato nero. Nonostante ciò è una persona d'onore e tiene molto ai suoi compagni, stringendo anche amicizia con Toriko durante la loro missione per la Zuppa del secolo. In passato ha affrontato Zebra, uscendone pesantemente sconfitto con un colpo solo: a causa di questo scontro ha il corpo ricoperto di cicatrici. È un maestro dello iaidō[45].
- Melk II (二代目メルク?, Nidaime Meruku, lett. "Melk secondo") è una ragazza adottata da neonata da Melk I e diventata in seguito sua allieva e assistente. Essendo una donna ritiene che non sarà mai al livello del suo maestro in termini di forza, non potendo affrontare belve di alto livello per ottenere i materiali migliori per la creazione dei coltelli: per questo tenta in tutti i modi di nascondere la sua femminilità, venendo però aiutata da Komatsu ad accettarsi per come è, facendole notare che le sue abilità non sono seconde a quelle del maestro. È lei che crea il coltello di Komatsu partendo da una zanna di Delouth; durante la missione nel Mondo del buongusto si occupa della creazione degli strumenti necessari a preparare ANOTHER[46].